# 磯部村 (福井県)
磯部村（いそべむら）は福井県坂井郡にあった村。現在の坂井市の南部、北陸本線・春江駅の東側一帯にあたる。

## 地理
- 河川：九頭竜川

## 歴史
- 1889年（明治22年）4月1日 - 町村制の施行により、 四郎丸村、磯部島村、今市村、端保村、八丁村、磯部福庄村、熊堂村、宇随村、羽崎村、磯部新保村、上安田村、安田新村、下安田村、北横地村、南横地村、定重村、寄安村、正蓮花村及び中筋村の区域をもって、磯部村が発足する。
- 1955年（昭和30年）
  - 3月30日 - 大字中筋、大字定重、大字正蓮花の区域の一部（出垣内の区域を除く。）及び大字寄安の区域の一部（出垣内の区域を除く。）の区域が春江町に編入する。
  - 3月31日 - 丸岡町、長畝村、竹田村、高椋村、鳴鹿村及び磯部村が合併して、改めて丸岡町が発足する。

## 交通

### 鉄道路線
村域に日本国有鉄道・北陸本線の春江駅が所在したが、合併前日に所在地が春江町となった。

### 道路
- 国道8号